# Булит фор Май Валънтайн
„Бълет фор Май Валънтайн“ (за по-кратко само „Бълет“ или Би Еф Ем Ви) е четиричленна метълкор група в град Бридженд, Уелс, Великобритания.
Групата е сформирана през 1998 под името „Джеф Килд Джон“ (в превод: „Джеф уби Джон“). Отначало свири кавъри на „Металика“, „Лимп Бизкит“ и „Нирвана“

## Ранни дни
Първоначално групата се бори за място под слънцето, но възникнват усложнения, когато други групи от Уелс като Lostprophets и Funeral for a Friend, постигат голяма популярност.
Когато дошло време групата да записва демо, нещата не станали така както били планирани и първоначалния бас китарист Ник Крандъл, напуснал групата ден преди датата за записа. Бандата не могла да запише демо и впоследствие се разпаднали. Но въпреки това те се събрали отново и намерили нов басист в лицето на Джейсън „Джей“ Джеймс. Сменили няколко имена от 12 Pints of my Girlfriend's Blood („12 пинти от кръвта на гаджето ми“) на Jeff Killed John („Джеф уби Джон“), след това Opportunity in Chicago („Възможност в Чикаго“), и накрая стигнали до Bullet for My Valentine („Куршум за моята любима“).
По-късно групата подписала договор със Sony via 20 – 20 Entertainment през Октомври 2004. Голяма популярност получила песента „Hand of Blood“ от едноименното EP и дебютния албум „The Poison“ във Великобритания, като и двете издания са продуцирани и обединени от Колин Ричардсън. Булит фор Май Валънтайн е една от бързо изгряващите групи в днешната метъл история. Те имат огромни Европейски и Американски фен клубове и са участвали на много фестове в различни страни.

## Придобиване на слава
Дебютният им албум „The Poison“ излиза във Великобритания на 3 октомври 2005. Първия сингъл е Suffocating Under Words of Sorrow (What Can I Do), излязъл на 19 септември 2005. Trustkill Records (Американската компания на групата) пуска The Poison в Щатите на 14 февруари 2006.
Песента 4 Words (To Choke Upon) е използвана в NHL 2006 и Madden NFL 2006 от EA Sports. Текстът във the bridge that goes, „Pull it out from my back“, е променен на „Betrayed from my back“.
Hand of Blood е използвана в Need for Speed: Most Wanted и Burnout Revenge. И в двете игри втория стих от Hand of Blood е напълно преработен.
BFMV правят All These Things I Hate (Revolve Around Me) като сингъл във Великобритания за радио линиите през втората седмица на януари тази година. Сега планират да се завърнат в студиото и да запишат наследника на „The Poison“. Вторият им албум е планиран за Юни 2007. В интервю за списание Kerrang групата назовала имената на 2 нови песни „Scream Aim Fire“ и „Waking The Demon“. Групата има над 21 милиона копия на своите албуми по целия свят.

## Награди и постижения
- Уелските музикални награди
  - Най-добра нова група (2004)[1]
- Metal Hammer Golden God награди
  - Най-добра британска група (2006, 2010)[2][3]
- Kerrang! награди
  - Награда за най-добър сингъл за „Tears Don't Fall“ (2006)[4]
  - Най-добра нова британска група (2005)[5]
  - Най-добра британска група (2008, 2009, 2010)[6][7]
  - Оглавява турнето на Kerrang! за 25-ата им годишнина[8]
  - Най-добра група на живо (2010)[9]

## Членове на групата
Сегашни членове
- Матю Тък – вокали, ритъм китара (1998 – наши дни)
- Майкъл Паджет – китара, беквокали (1998 – наши дни)
- Джейми Матиас – бас китара, беквокали (2015 – наши дни)
- Джейсън Боулд – барабани (2017 – наши дни)

Бивши членове
- Ник Крандъл – бас китара (1998 – 2003)
- Джейсън Джеймс – бас китара, беквокали (2003 – 2015)
- Майкъл Томас – барабани (1998 – 2016)

## Дискография

### Албуми
| Име на албума           | Дата на издаване                                                       | Бележки                                                                   |
| ----------------------- | ---------------------------------------------------------------------- | ------------------------------------------------------------------------- |
| The Poison              | 3 октомври 2005, Европа 14 февруари 2006, САЩ                          | Billboard 200 #128, Billboard Heatseekers #2, U.K. Top 75 Album Chart #21 |
| Scream Aim Fire         | 28 януари 2008, Европа 29 януари 2008, САЩ                             |                                                                           |
| Fever                   | 26 април 2010, Великобритания 28 април 2010, останалата част от Европа |                                                                           |
| Temper Temper           | 8 февруари 2013, Австралия 11 февруари 2013, останалата част от света  |                                                                           |
| Venom                   | 14 август 2015                                                         |                                                                           |
| Gravity                 | 29 юни 2018                                                            |                                                                           |
| Bullet for My Valentine | 5 ноември 2021                                                         |                                                                           |